# Индустриальный мост (Санкт-Петербург)
Индустриа́льный мост — автодорожный железобетонный балочный мост через реку Охту в Красногвардейском районе Санкт-Петербурга.

## Расположение
Расположен в створе Индустриального проспекта. Рядом с мостом расположено главное здание СПб ГБУ «Мостотрест».
Выше по течению находится Армашевский мост, ниже — Объездной мост.
Ближайшая станция метрополитена — «Ладожская».

## История
Мост возведён в 1976—1978 годах в составе строительства Центральной дуговой магистрали по проекту инженера института «Ленгипроинжпроект» Б. Э. Дворкина и архитектора Ю. Г. Шиндина. Строительство моста осуществляло СУ-2 треста «Ленмостострой» под руководством главного инженера Л. С. Кулибанова и прораба В. И. Шумского. 28 мая 1979 года мост получил название по наименованию Индустриального проспекта.

## Конструкция
Мост трехпролётный железобетонный, балочно-неразрезной системы. Пролётное строение состоит из типовых двутавровых балок постоянной высоты из преднапряжённого железобетона, объединённых между собой по поперечным стыкам. Устои моста массивные из монолитного железобетона на высоком свайном ростверке. Промежуточные опоры в виде раздельных железобетонных столбов на низком свайном ростверке, объединённых поверху ригелем. Устои и промежуточные опоры облицованы гранитом. К устоям моста примыкает низкая железобетонная подпорная стенка с откосом, мощённым железобетонными плитами. Общая длина моста составляет 58,5 м, ширина — 34,4 м.
Мост предназначен для движения автотранспорта и пешеходов. Проезжая часть моста включает в себя 6 полос для движения автотранспорта. Покрытие проезжей части и тротуаров — асфальтобетон. Тротуары отделены от проезжей части высоким гранитным поребриком. Перильное ограждение металлическое, завершается на устоях гранитными тумбами.